# خزینه‌انبارقدیم
خزینه‌انبارقدیم(چهاربرج)، روستایی از توابع بخش مرکزیشهرستان چهاربرج در استان آذربایجان غربی ایران است.

## جمعیت
این روستا در دهستان مرحمت‌آباد شمالی قرار دارد و براساس سرشماری مرکز آمار ایران در سال ۱۳۸۵، جمعیت آن ۴۲۷ نفر (۹۱خانوار) بوده‌است.